# Скаггс, Боз
Боз Скаггс или Боз Скэггс (англ. William Royce "Boz" Scaggs; род. 8 июня 1944) — американский певец и музыкант.
Музыкальный сайт AllMusic характеризует его как «одного из великих блю-айд-соульных певцов», который «начал [петь] с песком, но имел больший успех, когда свернул в сторону гладкого софт-рока во второй половине 70-х».
Впервые он прославился и снискал высокие оценки критиков в 1960-х годах как участник группы Steve Miller Band. В 1968 году начал сольную карьеру. Его первые сольные альбомы Boz Scaggs (1968, на лейбле Atlantic Records) и Moments (1971, на Columbia Records, по стилю смесь рока с ритм-н-блюзом) в чартах успешными не были, но критикам очень понравились. Оставался он любимцем критиков и с альбомами My Time (1972) и Slow Dancer (1974), но прорваться в плане коммерческого успеха музыканту удалось только с альбомом 1976 года Silk Degrees, который достиг второго места в альбомном чарте «Билборда». Также с этого альбома большими хитами стали синглы «Lowdown» (побывавший в первой тройке в Hot 100) и «Lido Shuffle». Следующим был альбом 1977 года Down Two Then Left (коммерчески успешный, но менее, чем предыдущий, причём ни один из синглов с него не добрался до первой сороковки) и альбом 1980 года Middle Man, который вошёл в первую десятку «Билборда», во многом благодаря популярности синглов «Breakdown Dead Ahead» и «Jo Jo».

## Дискография
- См. статью «Boz Scaggs § Discography» в английском разделе.